# 4e régiment d'artillerie à cheval
Pour les articles homonymes, voir 4e régiment.
Ne doit pas être confondu avec 4e régiment d'artillerie.
Le 4e régiment d'artillerie à cheval (4e à cheval) où 4e régiment d'artillerie légère est un régiment d'artillerie de l'Armée de terre française créé sous la Révolution par la réunion de compagnies de canonniers à cheval créées en 1792. Il est licencié en 1829.

## Création et différentes dénominations
- 27 octobre 1794 : Organisation du 4e régiment d'artillerie à cheval[note 1]
- 26 octobre 1815 : Licencié
- 1er mai 1816 : Régiment d'artillerie à cheval de Strasbourg
- 1820 : 3e régiment d'artillerie à cheval
- septembre 1829 : Licencié

## Colonels et chefs de corps
- 27 octobre 1794 : Nicolas Ferveur
- 27 avril 1795 : Jacques Alexandre Law de Lauriston
- 30 octobre 1796 : Louis Charles Miquel-Fériet
- 13 mars 1800 : Jacques Alexandre Law de Lauriston
- 3 octobre 1801 : Baron Albert Louis Valentin Taviel
- 20 janvier 1802 : Chrétien François Antoine Faure de Gière
- 10 juin 1811 : Baron Charles Pierre Lubin Griois
- 11 mars 1813 : N. Lavoy
- 21 juin 1814 : Jean Nicolas Augustin Noël
- 30 décembre 1815 : Baron Marie Joseph de Saint-Vincent
- 3 février 1819 : Louis Hyacinthe Augustin Colin
- 2 mars 1822 : Henri Alexandre Eugène de Framery de La Fosse
- 2 février 1826 : Comte Louis Auguste Marcel d'Esclaibes d'Hust

## Historique des garnisons, combats et batailles

### Guerres de la Révolution et de l'Empire
Le « 4e régiment d'artillerie à cheval » a été organisé à Metz, le 27 octobre 1794, sur le pied de six compagnies parmi lesquelles se trouvaient la 30e compagnie, commandée par Lauriston, qui succédait à Nicolas Ferveur devenu colonel commandant le régiment.
Depuis sa formation jusqu'à la fin du Directoire, le 4e à cheval sert tour à tour sur le Rhin, sur le Danube et en Helvétie en étant rattaché aux armées de la Moselle et de Sambre-et-Meuse.
En 1796, tandis que le dépôt du corps était à Auxonne, le régiment, affecté à l'armée de Sambre-et-Meuse, participe à la prise de la forteresse d'Ehrenbreitstein, et aux passages du Rhin en 1796 puis en 1797.
En 1798, la 3e compagnie embarque pour l'Égypte et se trouve à la bataille des Pyramides. Cette compagnie rallie le corps au mois d'octobre 1801.
Le 30 novembre 1799 le dépôt du corps quitte Auxonne pour se rendre à Avignon. 
Pendant la campagne de 1800, les compagnies étaient partagées entre les armées du Rhin et d'Italie.
Pendant ce temps, le dépôt avait voyagé d'Avignon à Fossano en Piémont, puis de Fossano à Genève et à Grenoble, pour être à la fois à portée des compagnies servant aux armées du Rhin et d'Italie. 
En 1801, la 3e compagnie du 8e régiment d'artillerie à cheval qui avait été supprimé est incorporée au « 4e régiment d'artillerie à cheval ».
Le 19 janvier 1802 le régiment est réorganisé, à Plaisance, par le général Lacombe Saint-Michel, général en chef de l'artillerie de l'armée d'Italie avec l'incorporation d'une partie du 8e régiment d'artillerie à cheval  qui avait été supprimé.
Au début de 1806, la portion principale du corps s'établit à Vérone, où elle a séjourné jusqu'à l'évacuation de l'Italie.
A partir de 1808, le « 4e régiment d'artillerie à cheval » est partagé entre l'Allemagne, l'Italie et l'Espagne. 
En 1809, le régiment participe au passage de la Piave, à la bataille de Raab et à la bataille de Wagram.
Le colonel du régiment Faure de Gier est blessé d'une balle, au passage de la Piave, et il a un cheval tué sous lui à la bataille de Raab.
En 1811, le 4e à cheval reçoit la 2e compagnie du régiment d'artillerie à cheval hollandais, qui avait pris en 1809 le no 7 dans les rangs français.
Voici quel était le fractionnement du corps au 1er juillet 1812 : 
- les 1re et 2e compagnies étaient au 4e corps de la Grande Armée
- le colonel Griois avec les quatre compagnies suivantes faisaient partie de la grande réserve de cavalerie
- la 7e compagnie était à l'armée d'Espagne.

Les 1re et 2e compagnies participent à la campagne de Russie et sont présentes aux batailles de La Moskova, de Maloïaroslavets et de La Bérézina.
En 1813, le régiment participe aux batailles Bautzen, de Dresde durant laquelle la 2e compagnie est faite prisonnière, de La Katzbach, de Kulm et de Leipzig.
Le dépôt quitte Vérone le 5 novembre pour se rendre d'abord à Alexandrie, puis à Turin, enfin à Valence, où il arrive en mars 1814. C'est là que le régiment est réorganisé le 16 septembre par le général Pernety, en y incorporant les 2e et 3e compagnies de l'artillerie à cheval de la Vieille Garde, la 6e compagnie du 5e régiment d'artillerie à cheval, et les 6e, 7e et 8e compagnies du 6e régiment d'artillerie à cheval. Le régiment combat à Caldiero (en) en 1813 et au Mincio en 1814.
En décembre 1814, le régiment se rend à Toulouse.
En 1815, la 2e compagnie reconstituée est attachée au 2e corps de cavalerie et fait la campagne de Belgique et se trouve à Waterloo. Toutes les autres sont envoyées sur les Alpes et font partie des divers corps d'observation établis dans cette région, et notamment de celui qui gêna les opérations du duc d'Angoulême.
Après la seconde abdication, le régiment, suivi de près par les troupes autrichiennes et sardes, se retire à Clermont-Ferrand, où il se trouve réuni vers la fin de juillet. Le général Charbonnel ne tarda pas à l'appeler à Limoges, où il est licencié le 21 octobre 1815.

### De 1816 à 1829
Après le licenciement du régiment, le conseil d'administration et un dépôt comptant 153 sous-officiers et soldats sont dirigés sur Toulouse, où ils arrivent le 31 décembre 1815.

C'est autour de ce noyau que s'est formé, le 1er mai 1816 le nouveau « 4e régiment d'artillerie à cheval » sous le titre de « régiment d'artillerie à cheval de Toulouse ».
En 1820, le « régiment d'artillerie à cheval de Toulouse » prend le nom de « 4e régiment d'artillerie à cheval ».
Après Toulouse, le 4e à cheval a occupé, les garnisons de Douai en 1819, de Strasbourg en 1822, et de Metz en 1825.
C'est à Metz que le 4e régiment d'artillerie à cheval a été licencié, en septembre 1829, en versant :
- les 1re, 2e, et 3e compagnies dans le  9e régiment d'artillerie.
- les 4e, 5e et 6e compagnies dans le 3e régiment d'artillerie.
- la 7e compagnie dans le 4e régiment d'artillerie.

## Sources et bibliographie
- Henri Kauffert : Historique de l'artillerie française
- Louis Susane : Histoire de l'artillerie Française
- Historiques des corps de troupe de l'armée française (1569-1900)
- Etat militaire du corps impérial de l'artillerie de France en 1811 page 363
- French Horse Artillery Regiments and the Colonels Who Led Them 1791-1815